# Landtagswahlkreis Hallein
Der Wahlbezirk Hallein (Wahlbezirk 1) ist ein Wahlkreis in Salzburg, der den politischen Bezirk Hallein (Tennengau) umfasst. Bei der Wahl 2013 zum Salzburger Landtag waren im Wahlbezirk Hallein 42.469 Personen wahlberechtigt, wobei bei der Wahl die Österreichische Volkspartei (ÖVP) mit 31,2 % als stärkste Partei hervorging. Neben der ÖVP, die eines der vier möglichen Grundmandate im Wahlkreis erzielte, erreichte keine der übrigen Parteien ein Grundmandat.

## Geschichte

### Monarchie
Wahlbezirke für die neuen gewählten Landtage wurden im Kaisertum Österreich für das Kronlandes Herzogtum Salzburg mit dem Oktoberdiplom 1860 eingerichtet, als Salzburg ein neues Landestatut bekam, und wurden mit dem Februarpatent 1861 für alle Kronländer neu verordnet.
Dabei hatte der Landtag im Herzogthum Salzburg insgesamt 26 (ursprünglich 20) Sitze (Abgeordnete), unter anderen 10 Vertreter der  Städte und Märkte  (Wahlgruppe II, ursprünglich 5) und 8 der Landgemeinden  (Wahlgruppe III, ursprünglich 9).
Für den Tennengau waren vorgesehen:
- Wahlbezirk (Stadt) Hallein, Wahlgruppe II: Hallein – 1 Abgeordneter[6]
- Wahlbezirk Golling, Wahlgruppe II: Golling, Abtenau, Kuchl – 1 Abgeordneter[7] (ursprünglich nicht vorgesehen)

Die Wahlgruppe III mit den politischen Bezirken  Hallein, Golling, Abtenau (ursprünglich ein Wahlbezirk) gehörte zum Wahlbezirk Salzburg (Umgebung), mit zusammen 3 Abgeordneten.

### Republik
Ursprünglich bestand dann im Bundesland Salzburg der Republik Österreich bei Landtagswahlen lediglich ein Wahlkreis. Nachdem die burgenländische Landtagswahl 1977 beim Verfassungsgerichtshof angefochten worden war, erkannte der Verfassungsgerichtshof, dass die Nennung von „Wahlkreisen“ im Artikel 26 des Bundes-Verfassungsgesetzes, also im Plural, dahingehend auszulegen sein, dass mindestens zwei Wahlkreise pro Bundesland bestehen müssen. In der Folge änderten die betroffenen Bundesländer Kärnten, Salzburg und das Burgenland ihre Landtagswahlordnungen. Das Land Salzburg vollzog die notwendige Adaptierung mit der am 27. September beschlossenen Landtagswahlordnung 1978, die das Land Salzburg in sechs Wahlkreise unterteilte. Der Bezirk Hallein bildete dabei einen eigenen Wahlkreis.
Der Landtagswahlkreis Hallein wurde bis 1999 von der Österreichischen Volkspartei (ÖVP) dominiert. 1984 erzielte die ÖVP noch 49,3 %, danach reduzierte sich das Ergebnis der Volkspartei durch den Aufstieg der FPÖ zusehends, sodass die ÖVP 1999 nur noch 40,4 % erreicht. Mit den starken Verlusten der FPÖ und dem Siegeszug von Gabi Burgstaller verlor die ÖVP ihre Spitzenposition 2004 an die SPÖ. Auch 2009 belegte die ÖVP nur den zweiten Platz. Trotzdem die ÖVP seit 1984 bei jeder Wahl Stimmenanteile verlor und bei der Landtagswahl 2013 mit 31,2 % ihr schlechtestes Ergebnis erreichte, konnte sie auf Grund der schweren SPÖ-Verluste 2013 wieder den ersten Platz belegen. Die ÖVP kam bei jeder Wahl im Wahlkreis auf ein Grundmandat.
Die Sozialdemokratische Partei Österreichs (SPÖ) war zwischen 1984 und 1999 die zweitstärkste Partei im Wahlkreis, wobei sie zwischen 28,3 und 39,6 % erzielte. Mit dem Antreten von Gabi Burgstaller konnte die SPÖ 2004 die ÖVP überholen und mit 47,2 % ihr bisher bestes Ergebnis erreichen. 2009 konnte die SPÖ ihre Spitzenposition trotz Verlusten halten, 2013 stürzte sie jedoch auf 24,2 % ab und markierte damit nicht nur ihr schlechtestes Ergebnis, sondern auch wieder den zweiten Platz. Damit verlor die SPÖ auch jenes Grundmandat, das sie bisher bei jeder Wahl erreicht hatte.
Die Freiheitliche Partei Österreichs (FPÖ) war zwischen 1984 und 1999 die drittstärkste Partei im Bezirk Hallein, wobei sie 1994 mit 18,4 % auf ihr bisher bestes Ergebnis kam. Nach den schweren Verlusten bei der Wahl 2004 konnte sich die FPÖ bis 2013 wieder auf 15,2 % steigern, rutschte bei den Wahlen 2004 und 2013 jedoch jeweils hinter die Grünen. Die Grünen Salzburg kamen bis 2009 bei keiner Wahl über 8 % und konnten 2004 nur auf Grund der Wahlniederlage der FPÖ den dritten Platz erreichen. Dank massiver Gewinne bei der Landtagswahl konnten die Grünen 2013 mit 21,7 % ihr bestes Ergebnis erzielen und belegten erneut den dritten Platz im Wahlkreis. Ein Grundmandat verfehlten die Grünen ebenso wie die FPÖ aber bisher bei jeder Wahl.

## Wahlergebnisse
| Landtagswahlen im Wahlkreis Hallein | Landtagswahlen im Wahlkreis Hallein | Landtagswahlen im Wahlkreis Hallein | Landtagswahlen im Wahlkreis Hallein | Landtagswahlen im Wahlkreis Hallein | Landtagswahlen im Wahlkreis Hallein | Landtagswahlen im Wahlkreis Hallein | Landtagswahlen im Wahlkreis Hallein | Landtagswahlen im Wahlkreis Hallein |
| ----------------------------------- | ----------------------------------- | ----------------------------------- | ----------------------------------- | ----------------------------------- | ----------------------------------- | ----------------------------------- | ----------------------------------- | ----------------------------------- |
| Wahltermin                          | GM                                  |                                     | SPÖ                                 | ÖVP                                 | FPÖ                                 | GRÜNE                               | KPÖ                                 | Sonstige                            |
| 25. März 1984                       |                                     | Stimmenanteile (%)                  | 39,63                               | 49,25                               | 5,25                                | 3,63                                |                                     | 2,24                                |
| 25. März 1984                       | 4                                   | Grundmandate                        | 1                                   | 1                                   | 0                                   | 0                                   | -                                   | 0                                   |
| 12. März 1989                       |                                     | Stimmenanteile (%)                  | 33,32                               | 44,86                               | 13,86                               | 4,99                                |                                     | 2,97                                |
| 12. März 1989                       | 4                                   | Grundmandate                        | 1                                   | 1                                   | 0                                   | 0                                   | -                                   | 0                                   |
| 13. März 1994                       |                                     | Stimmenanteile (%)                  | 28,36                               | 40,61                               | 18,39                               | 7,91                                |                                     | 4,72                                |
| 13. März 1994                       | 4                                   | Grundmandate                        | 1                                   | 1                                   | 0                                   | 0                                   |                                     | 0                                   |
| 7. März 1999                        |                                     | Stimmenanteile (%)                  | 32,85                               | 40,36                               | 17,86                               | 5,46                                | -                                   | 3,47                                |
| 7. März 1999                        | 4                                   | Grundmandate                        | 1                                   | 1                                   | 0                                   | 0                                   |                                     | 0                                   |
| 7. März 2004                        |                                     | Stimmenanteile (%)                  | 47,20                               | 38,20                               | 7,23                                | 7,37                                |                                     | -                                   |
| 7. März 2004                        | 4                                   | Grundmandate                        | 1                                   | 1                                   | 0                                   | 0                                   | -                                   | -                                   |
| 1. März 2009                        |                                     | Stimmenanteile (%)                  | 41,18                               | 37,00                               | 11,38                               | 6,73                                | -                                   | 3,70                                |
| 1. März 2009                        | 4                                   | Grundmandate                        | 1                                   | 1                                   | 0                                   | 0                                   | -                                   | 0                                   |
| 5. Mai 2013                         |                                     | Stimmenanteile (%)                  | 24,21                               | 31,23                               | 15,24                               | 21,71                               | -                                   | 7,61                                |
| 5. Mai 2013                         | 4                                   | Grundmandate                        | 0                                   | 1                                   | 0                                   | 0                                   | -                                   | 0                                   |
| 22. April 2018                      |                                     | Stimmenanteile (%)                  | 20,4                                | 40,1                                | 18,0                                | 9,2                                 | -                                   | 12,4                                |
| 22. April 2018                      | 4                                   | Grundmandate                        | 0                                   | 1                                   | 0                                   | 0                                   | -                                   | 0                                   |
| 23. April 2023                      |                                     | Stimmenanteile (%)                  | 19,8                                | 27,7                                | 27,7                                | 8,1                                 | 10,6                                | 6,1                                 |
| 23. April 2023                      | 4                                   | Grundmandate                        | 0                                   | 1                                   | 1                                   | 0                                   | 0                                   | 0                                   |